# Iglesia de San Lázaro (Palencia)
La iglesia de San Lázaro de Palencia (Castilla y León, España) es un templo católico que ostenta la categoría de parroquia. Fue construido en diversas etapas a partir del siglo XIV, dentro del arte gótico, aunque con numerosas reformas posteriores. Su mayor interés artístico reside en el retablo mayor, realizado en estilo renacentista plateresco.

## Historia
La tradición adjudica la erección de esta iglesia en 1076, en un inmueble fundado por el Cid Campeador que funcionaba como hospital de peregrinos y leprosos, tal como recuerda una inscripción sobre la puerta. El lazareto pertenecía al barrio de la Puebla, extramuros de la ciudad. A principios del siglo XVI, concretamente a partir de 1508, la iglesia, que se hallaba en un estado ruinoso, fue casi enteramente reconstruida por don Sancho de Castilla, señor de Palencia, quien dispuso la instalación allí de su mausoleo familiar. Entonces, San Lázaro pasó a manos de la Orden Hospitalaria de San Juan de Dios y posteriormente comenzó a celebrar culto regular como parroquia, función que se prolonga hasta el día de hoy.
El riesgo de derrumbe de la iglesia detectado en 1946 así como un posterior hundimiento de las bóvedas llevó a una gran reforma ejecutada entre 1955 y 1959. En 2006 la iglesia fue sometida a un proceso de limpieza y reacondicionamiento para el culto. El 2 de enero de 2008 se conmemoró el 500 aniversario de la fundación del templo por don Sancho de Castilla.

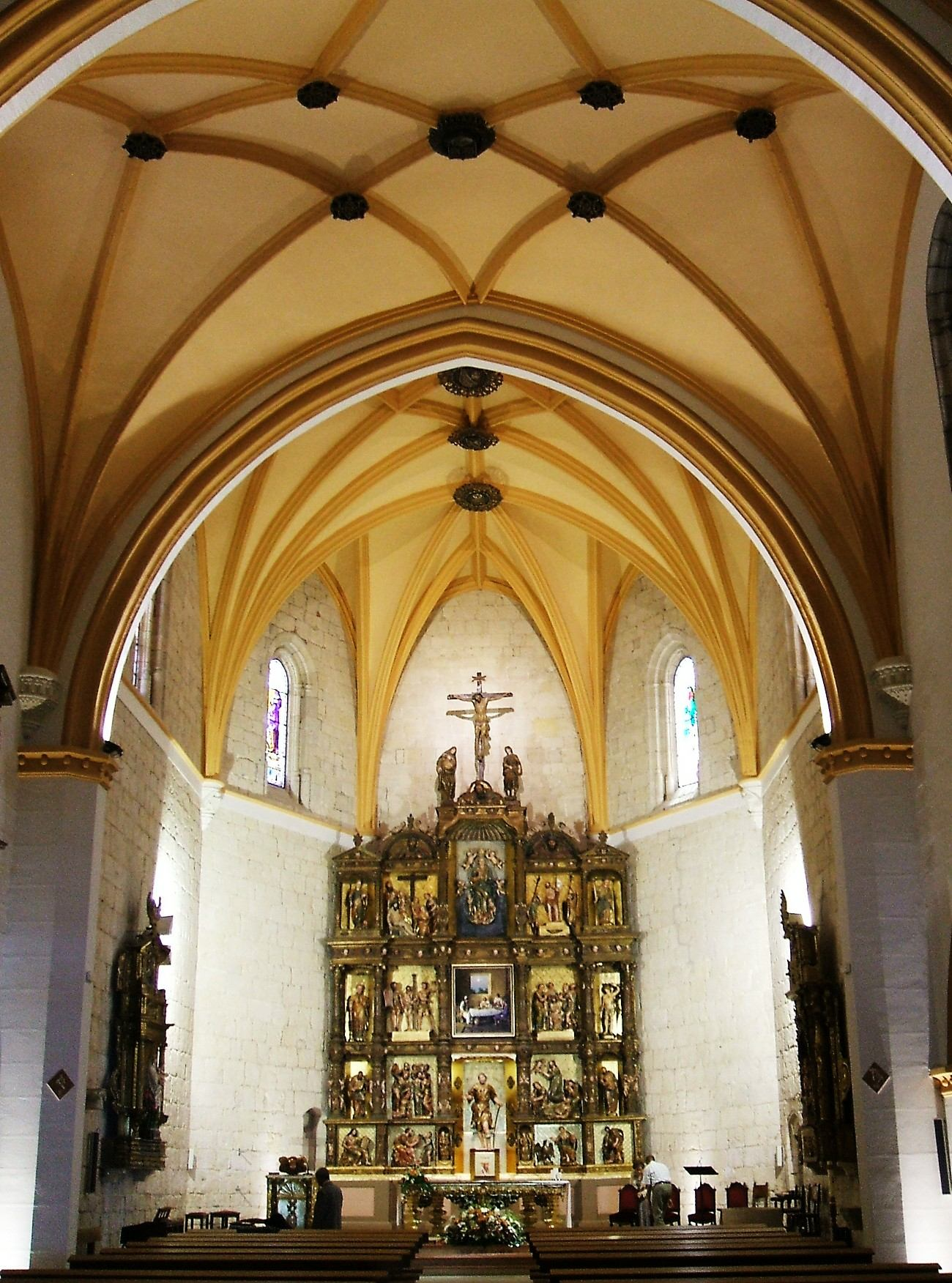
Cabecera de la iglesia.

## Descripción
La fábrica presenta tres épocas arquitectónicas que reflejan la evolución multisecular del estilo gótico, aunque un vistazo general produce la sensación de estar ante un conjunto homogéneo. 
A un gótico primitivo o protogótico, austero y sin ningún tipo de ornamentación, corresponden la fachada de poniente y la torre. Se remontan a un período comprendido entre finales del siglo XIII y principios del siglo XIV, siendo el vestigio más antiguo, de la primera centuria, la llamada sala del Perdón, situada en la base de la torre. Posterior, del siglo XV, pero muy reconstruida en fecha moderna, es la única nave de tres tramos, mientras que el presbiterio y el monumental ábside de tres paños en la cabecera pertenecen ya al gótico florido del siglo XVI, como delatan los esbeltos pináculos que coronan los contrafuertes y los blasones de las familias Castilla y Enríquez. El tramo anterior está ocupado por el coro y el sotocoro.
De una época más cercana en el tiempo es la nave lateral, de baja altura, abierta en el lado de la Epístola (meridional); sus tres tramos están cubiertos con bóvedas estrelladas y plementería calada, imitando el gótico.

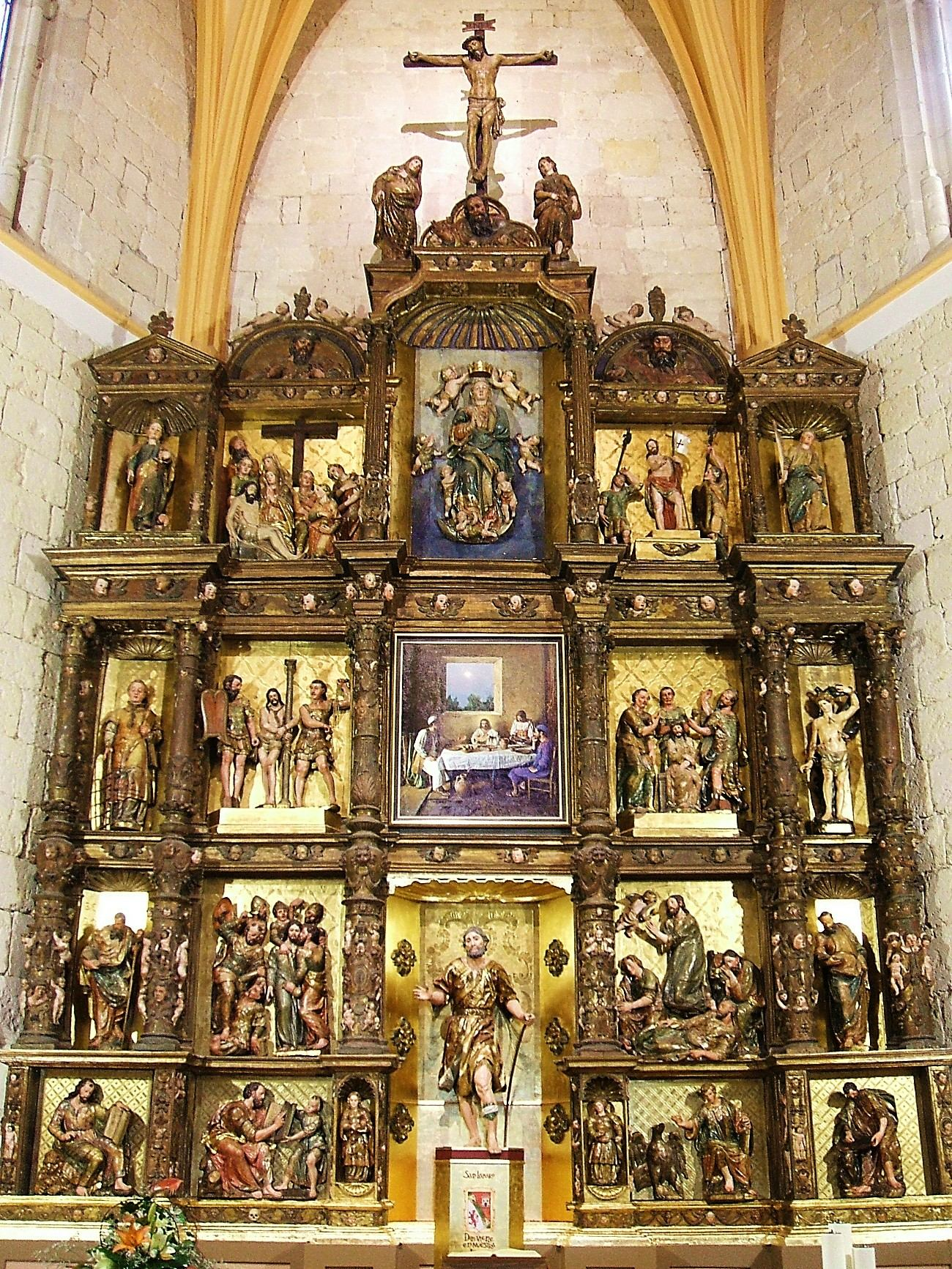
Retablo Mayor plateresco (s-XVI).

El elemento más interesante del interior del templo es el retablo mayor plateresco del siglo XVI, que no es el original que tuvo la iglesia sino una sustitución posterior a la guerra civil española de 1936-39. El retablo primitivo fue un encargo de don Sancho al pintor de origen flamenco Juan de Flandes y consistía en ocho pinturas alusivas a pasajes evangélicos, que sí se conservan, aunque dispersadas: cuatro se encuentran en el Museo del Prado de Madrid y las otras cuatro en la National Gallery of Art de Washington D. C.. Este retablo fue destruido en 1761 y reemplazado por uno de traza barroca, en el que se montaron seis de las tablas de Juan de Flandes alrededor de un cuadro de Andrea del Sarto, La Virgen, el Niño y San Juanito, pintura conservada hoy en el Museo Diocesano de Palencia. Tras la Guerra civil, el retablo barroco fue desmontado y entonces se vendieron las pinturas.
El retablo renacentista que puede contemplarse hoy fue colocado con posterioridad a la venta de las pinturas, y procede de la iglesia del pueblo vallisoletano de Tordehumos. La monumental mazonería, dorada y policromada, fue ejecutada en la primera mitad del siglo XVI por Manuel Álvarez; en su predela, sus cinco calles, sus tres cuerpos y el ático se distribuyen diecinueve conjuntos escultóricos de bulto redondo, la mayoría de los cuales se vinculan a las escuelas de Alonso Berruguete y Juan de Valmaseda. El espacio central, en la intersección de la calle principal y el segundo cuerpo, está ocupado por un cuadro moderno, Emaús, obra del pintor palentino Antonio Guzmán Capel; en la parte inferior de esta calle central, la escultura del titular de la iglesia, san Lázaro.
En el resto del mobiliario deben destacarse cuatro retablos dorados de estilo barroco.

## Galería de imágenes

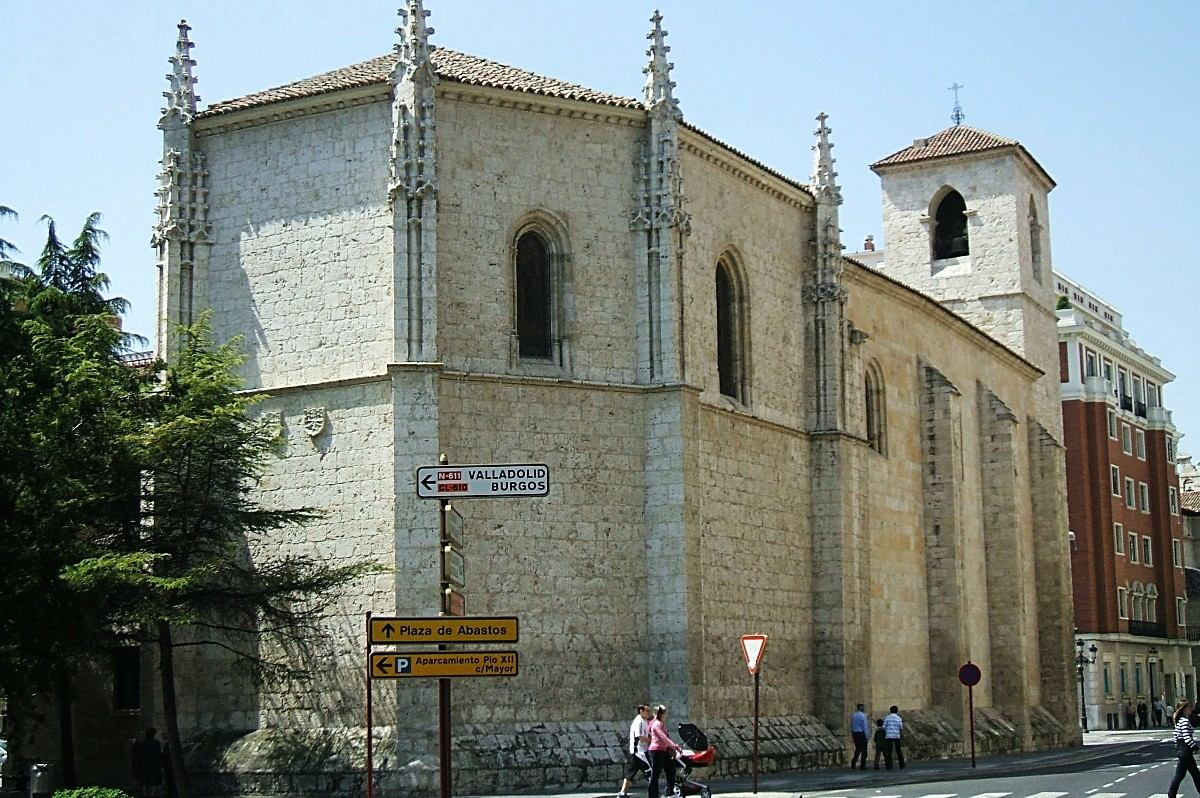
Ábside y fachada septentrional
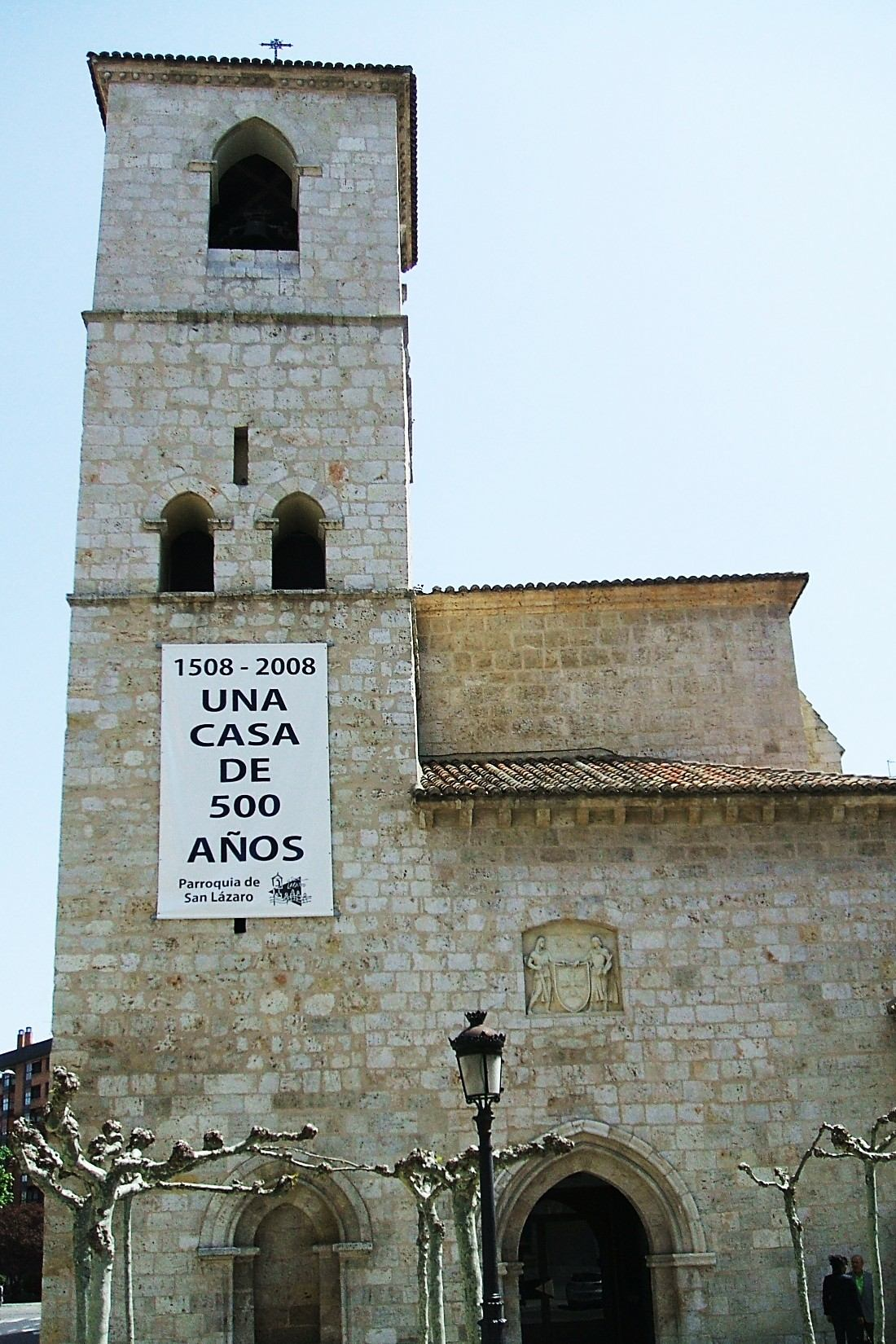
Fachada occidental y torre
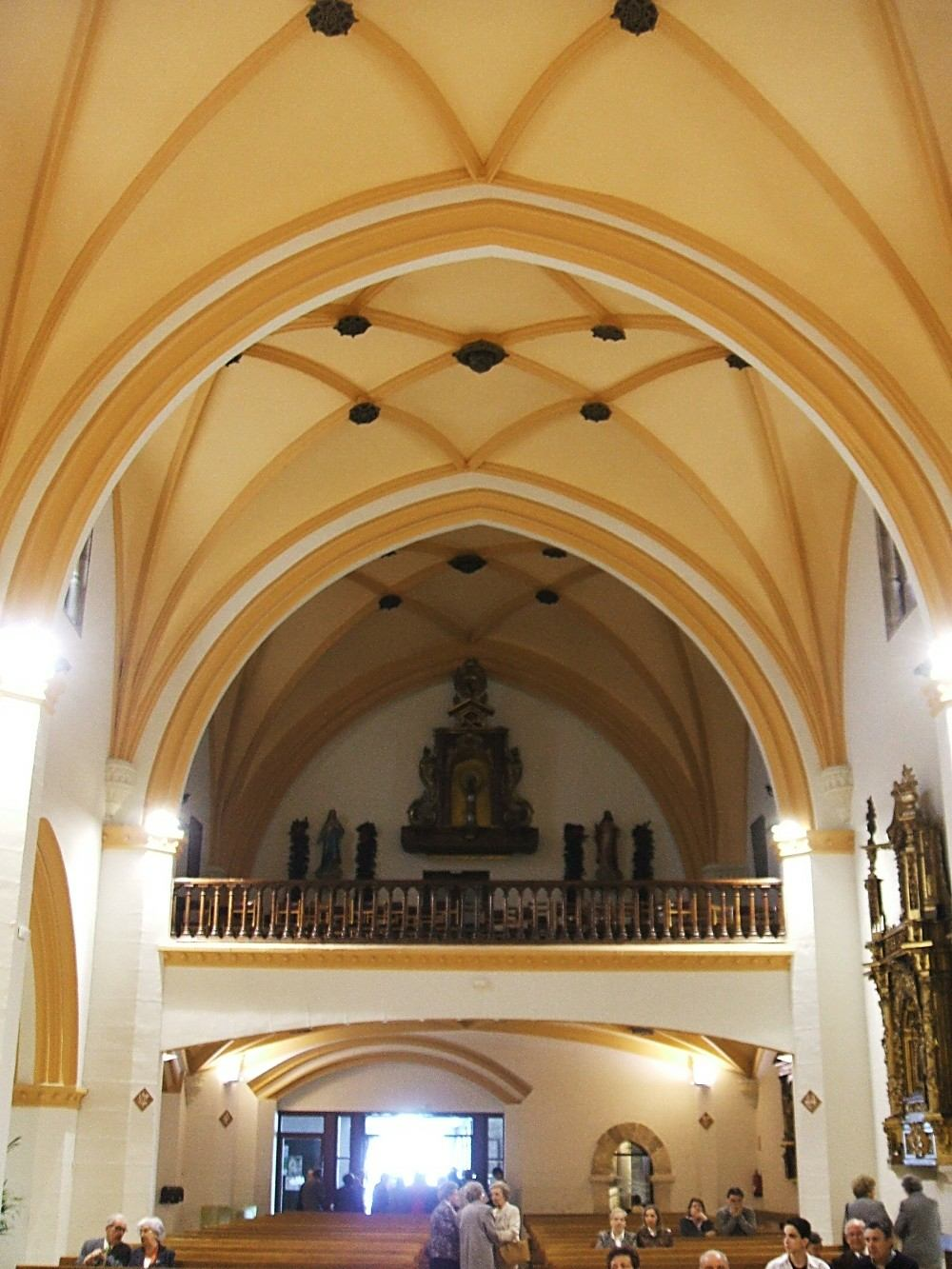
Interior de la nave
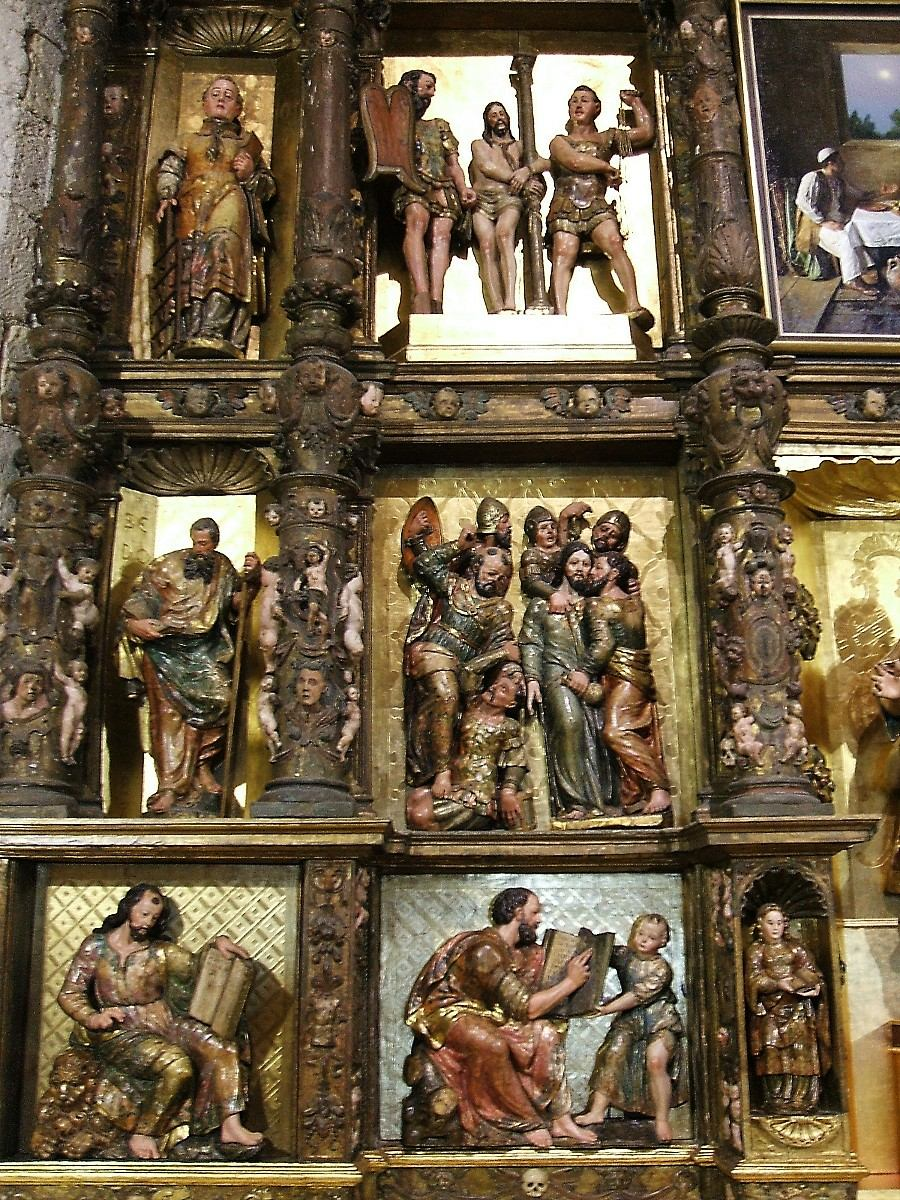
Detalle del Retablo Mayor
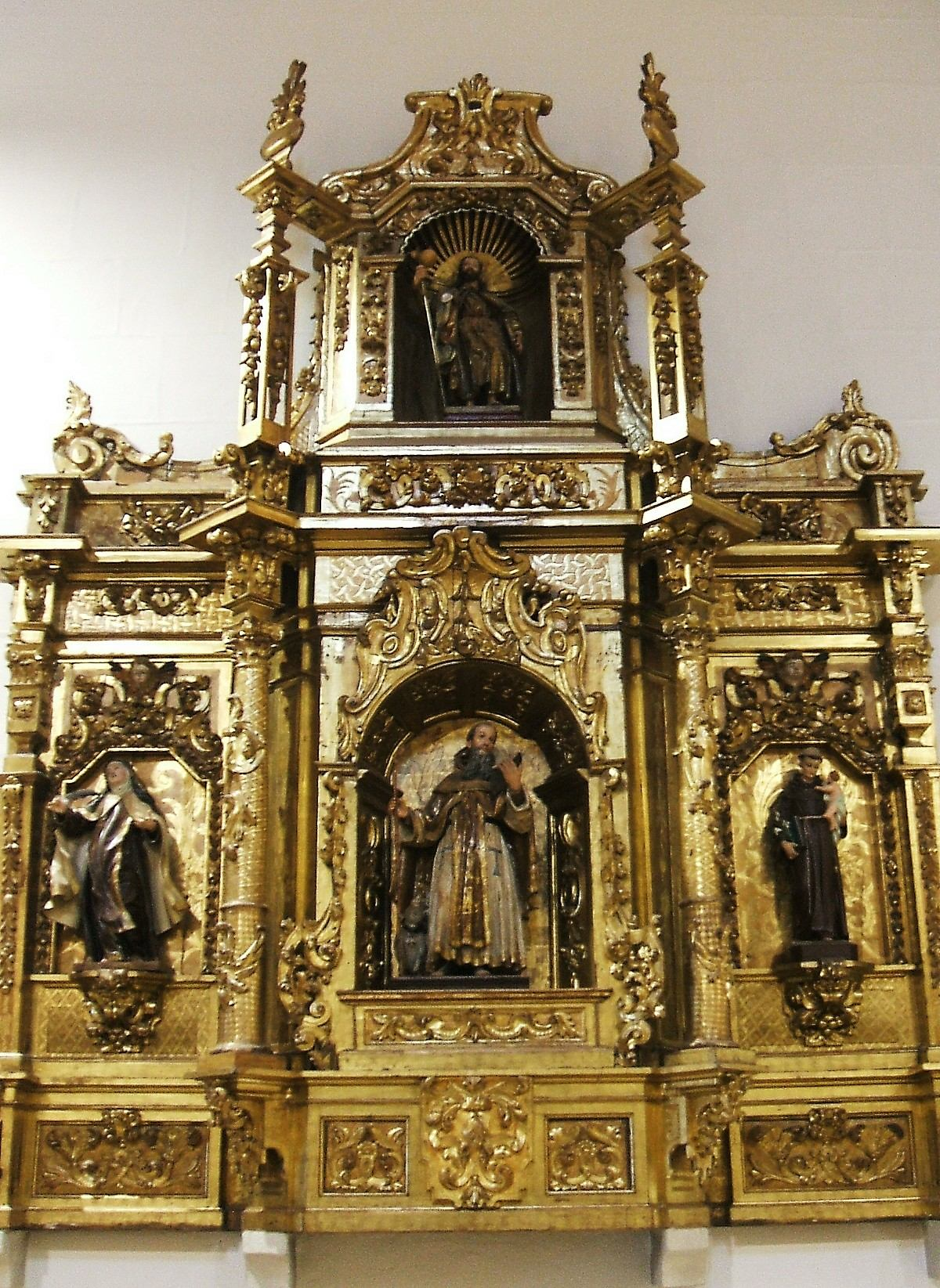
Retablo lateral
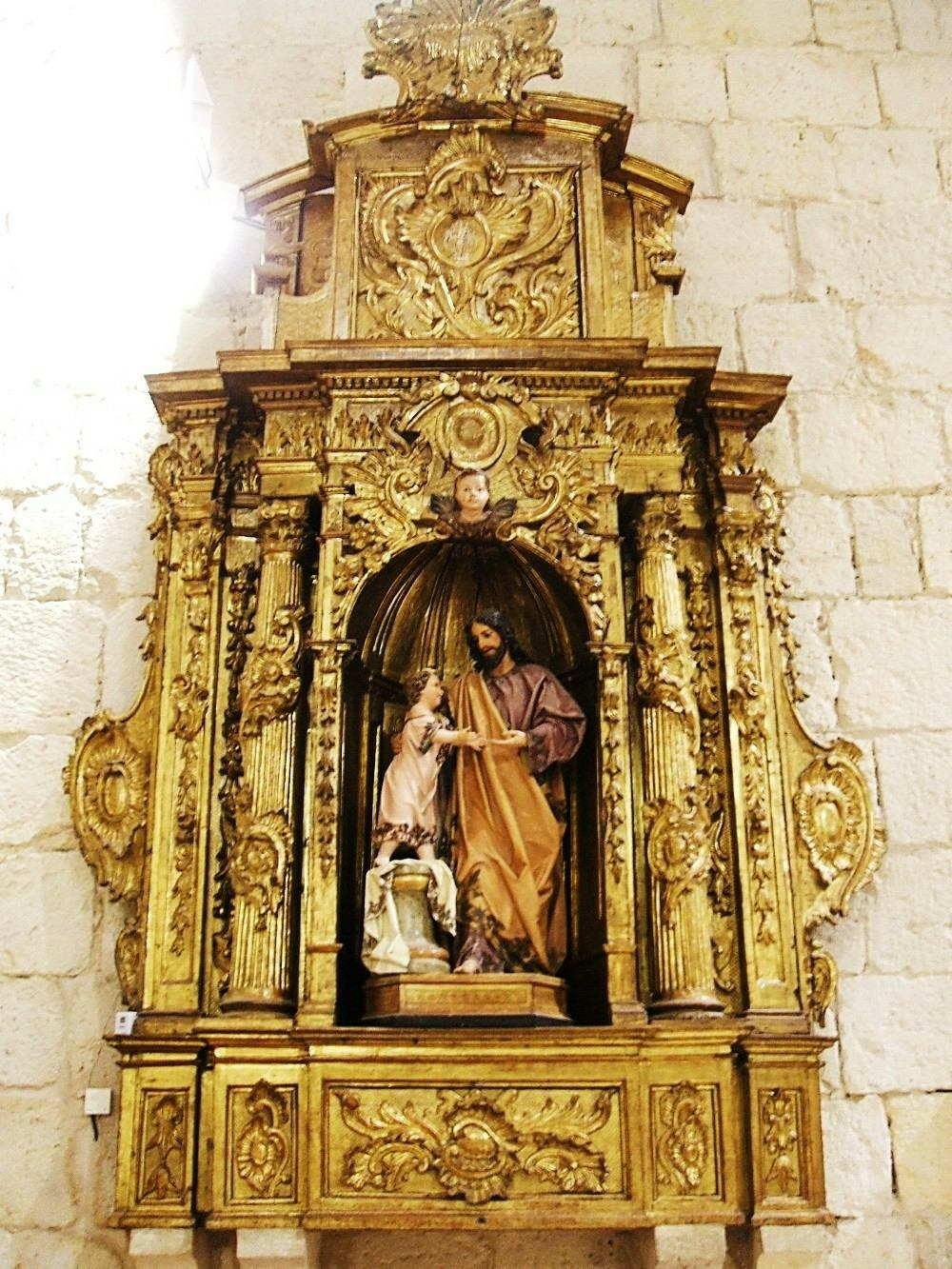
Retablo lateral
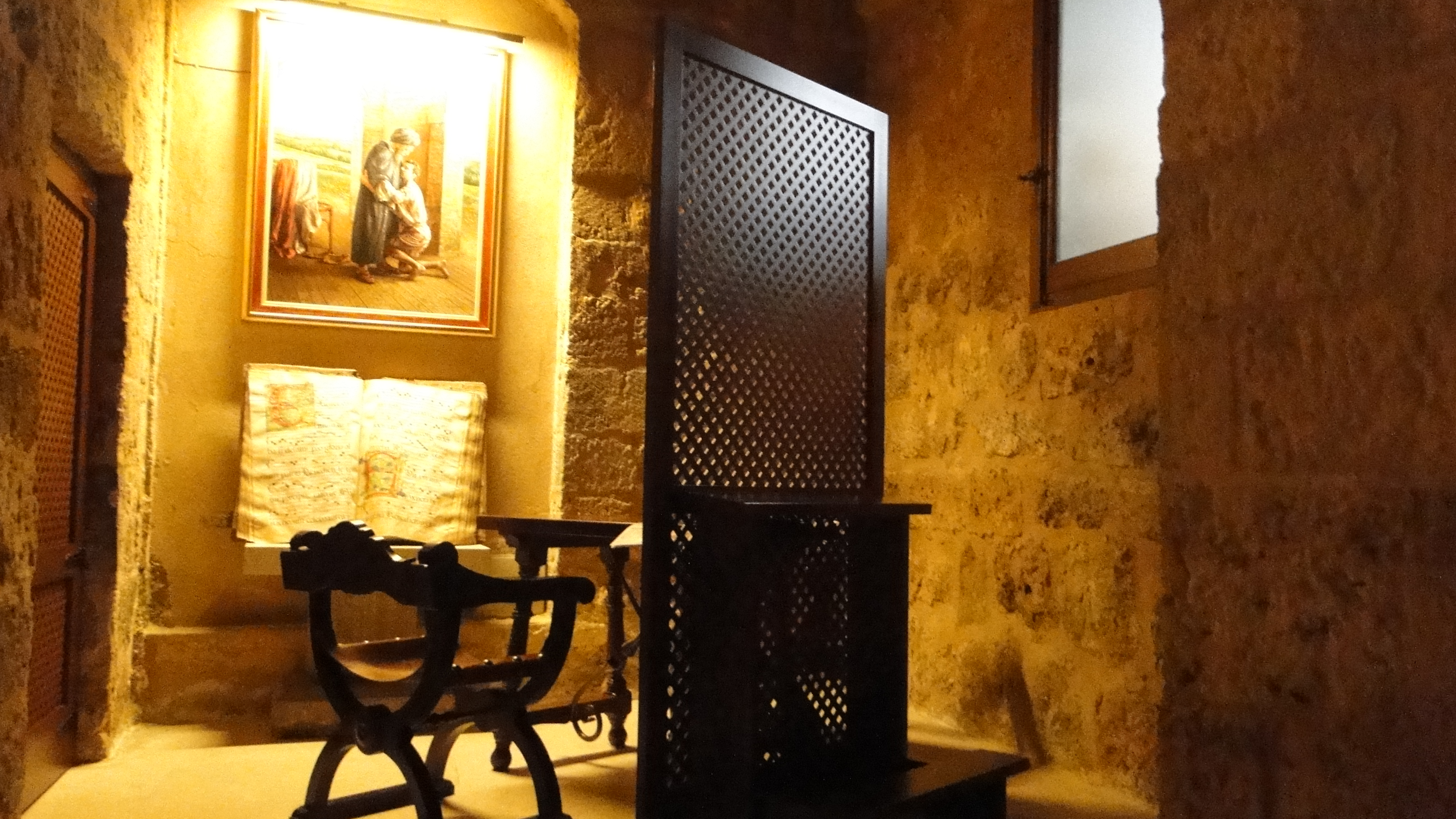
Confesionario